# Grevenkop
Grevenkop (niederdeutsch: Grevenkoop) ist eine Gemeinde im Kreis Steinburg in Schleswig-Holstein.

## Geografie und Verkehr
Grevenkop liegt zehn Kilometer südlich von Itzehoe in der Elbmarsch. Östlich verläuft die Bundesautobahn 23 von Elmshorn nach Itzehoe. Die Kremper Au fließt durch die Gemeinde.
Zur Gemeinde gehören die Ortsteile Achtern Riep, Audeich, Schmerland, Riep und Muchelndorf.

## Politik

### Gemeindevertretung
Bei der Kommunalwahl am 14. Mai 2023 wurden insgesamt neun Sitze vergeben. Diese fielen erneut alle an die Kommunale Wählervereinigung Grevenkop. Die Wahlbeteiligung betrug 64,4 %.

## Wappen
Blasonierung: „In Gold ein rechtsschreitender rotbewehrter schwarzer Schwan mit erhobenen Flügeln.“
Grevenkop zählt zu den so genannten sieben Kremper-Marsch-Dörfern. Diese Gemeinden haben ein einheitliches Wappen. Mehr dazu siehe: Amt Krempermarsch

## Persönlichkeiten
- Hinrich Möller (* 1906 in Grevenkop; † 1974 in Neumünster), Polizist im Rang eines SS-Brigadeführers und Generalmajors der Polizei

## Weblinks

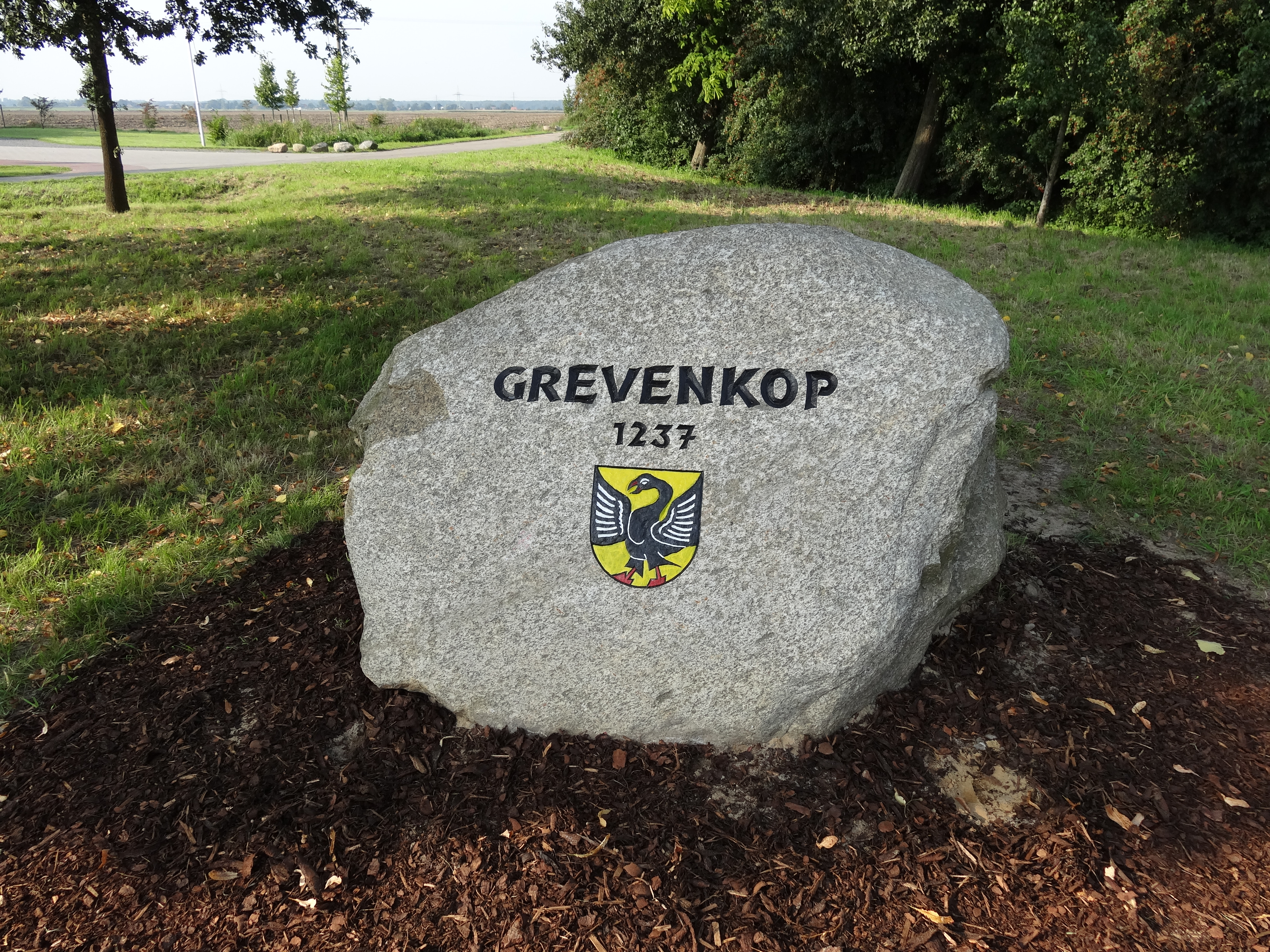
Findling an der Landesstraße 119
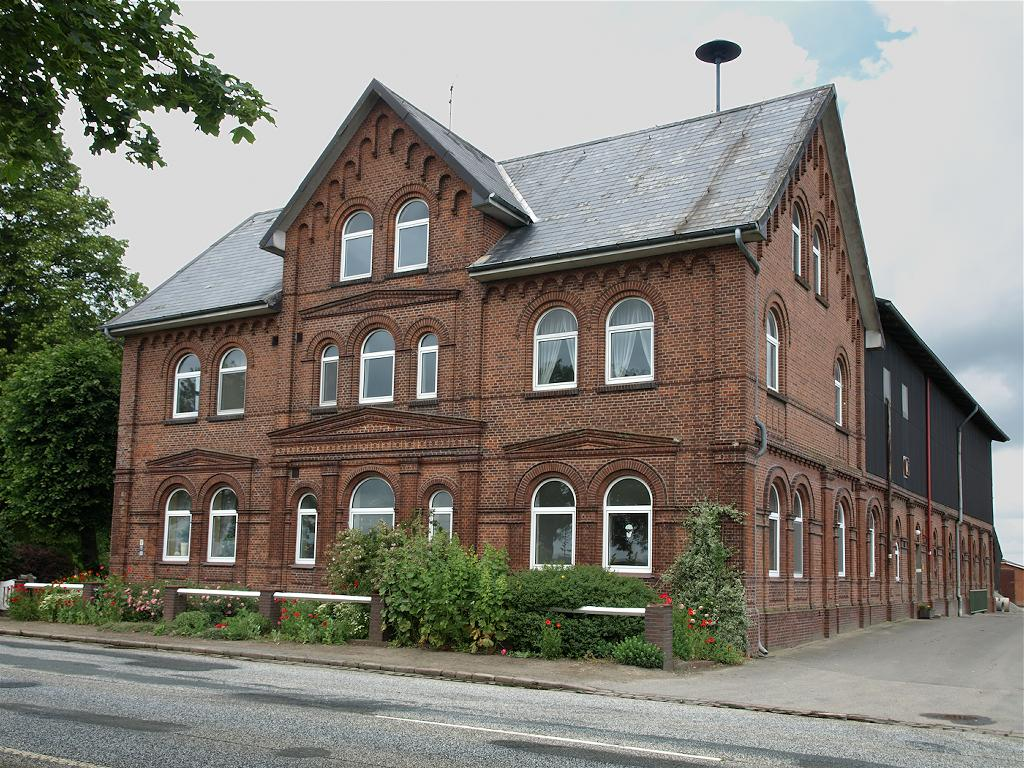
Marschhof an der Hauptstraße
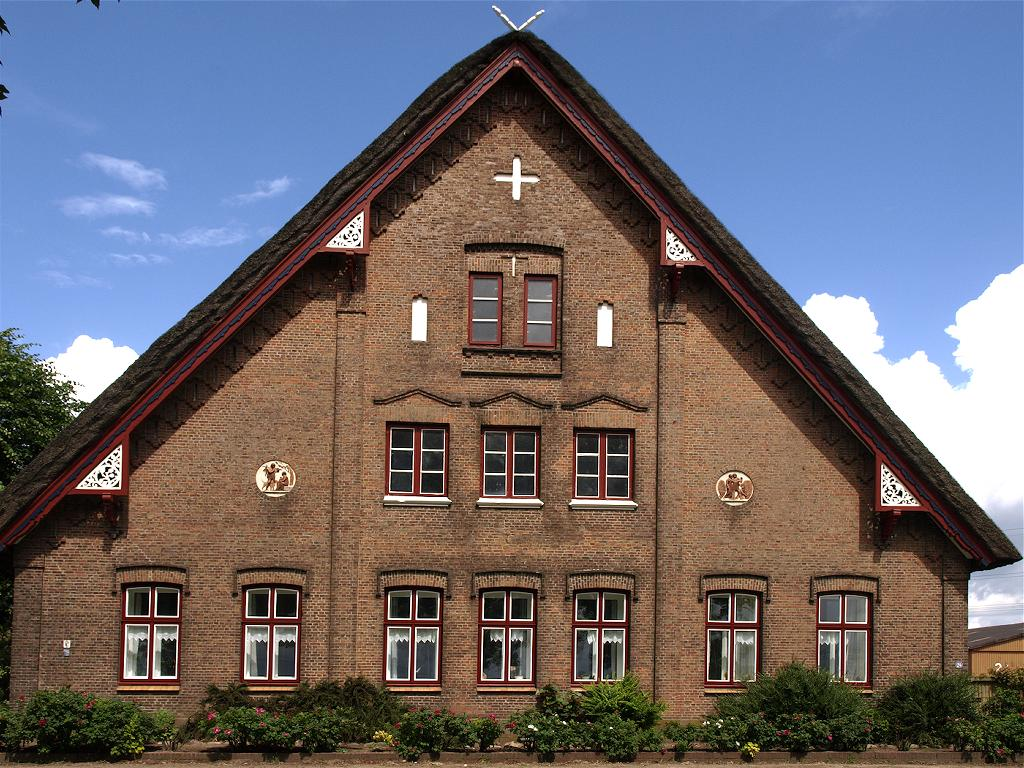
Marschhof an der Hauptstraße